# کلیا (کمیک)
کلیا (به انگلیسی: Clea) یک شخصیت خیالی و ساحره در کتاب‌های کامیک منتشر شده توسط مارول کامیکس است. این شخصیت توسط نویسنده استن لی و طراح استیو دیتکو خلق شده‌است؛ و نخستین بار در شماره ۱۲۶ از مجموعه کمیک‌های استرنج تیلز (نوامبر ۱۹۶۴) همراه با دایی خود دورمامو ظاهر شد.
همچنین شارلیز ترون نقش او را در فیلم دکتر استرنج در چندجهانی دیوانگی ایفا میکند.

## داستان
کلیا دختر عمر، خواهر زاده فرمانروای خودکامه بُعد تاریکی دورمامو، و همسر دکتر استرنج است. دکتر استرنج با خواهرزاده بزرگترین دشمن خود ازدواج کرده‌است. کلیا همچنین به صورت دوره‌ای ملکه بعد تاریکی محسوب می‌شود. کلیا و دکتر استرنج دختری به نام صوفیا استرنج دارند. او در گروه مدافعان بوده‌است و در جنگ‌های زیادی در کنار دکتر استرنج جنگیده‌است.